# René Friedl
René Friedl (* 17. Juli 1967 in Friedrichroda) ist ein früherer deutscher Rennrodler und heutiger Rodeltrainer.

## Leben

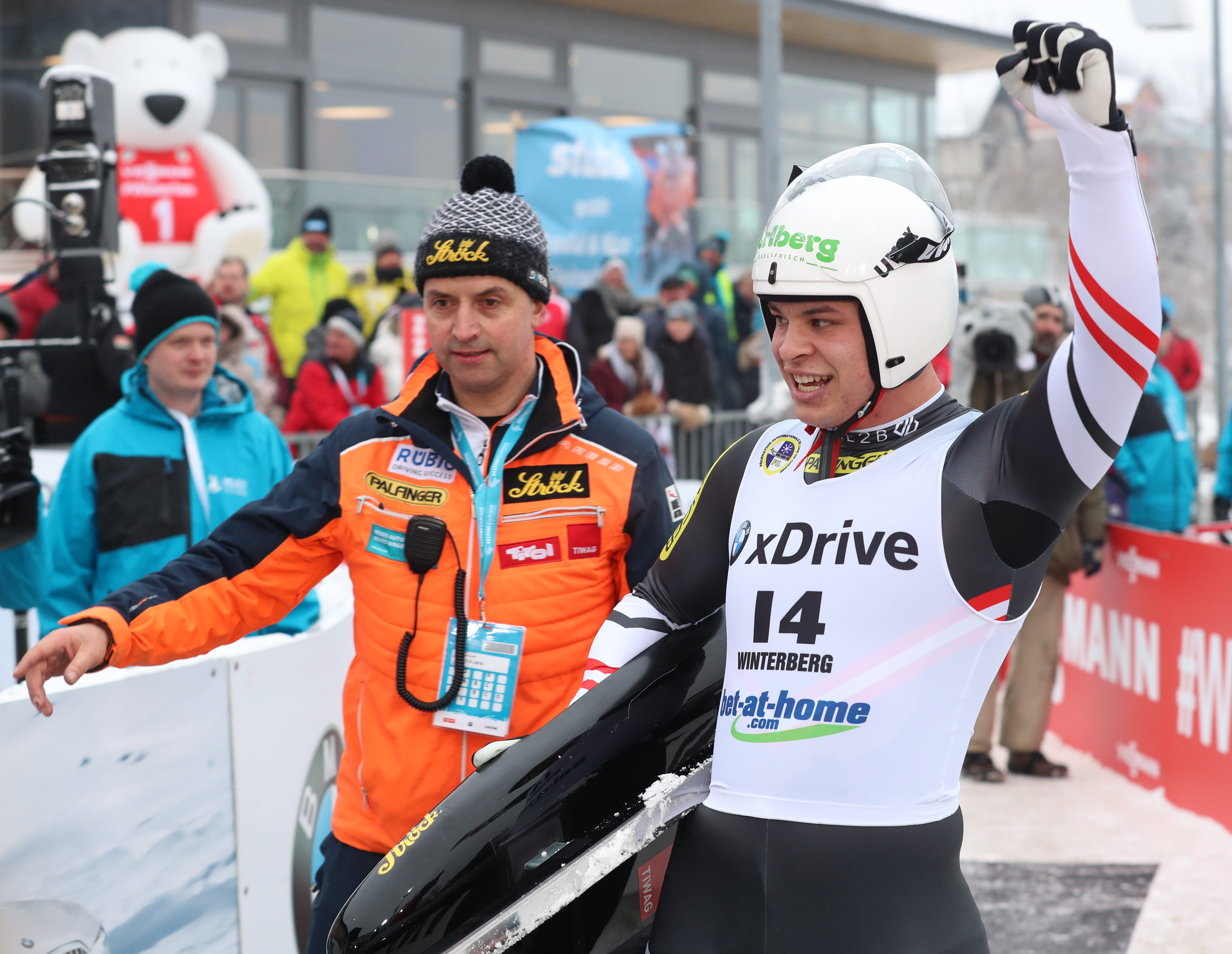
René Friedl als Trainer mit Sprintweltmeister Jonas Müller bei den Rennrodel-Weltmeisterschaften 2019 in Winterberg

Friedl, dessen sportliche Karriere auf der Spießbergbahn seines Geburtsortes begann, war in der zweiten Hälfte der 1980er und ersten Hälfte der 1990er Jahre aktiv. Trainiert wurde er zunächst von Bernhard Glass. 1987 und 1989 wurde er Vizemeister der DDR. Bei der Weltmeisterschaft 1989 in Winterberg gewann er Silber und bei der Europameisterschaft 1990 Gold mit der Mannschaft der DDR. Nach der Wende rückte er ins wiedervereinigte Nationalteam auf. Bei den Europameisterschaften 1992 in Winterberg erreichte er mit dem Gewinn des Europameistertitels sowohl im Einzel, wie auch mit der Mannschaft, seinen größten Erfolg. 1993 kam ein Weltmeisterschaftstitel mit der Mannschaft in Calgary hinzu, ein Jahr darauf noch einmal Silber mit der Mannschaft in Königssee. Während seiner aktiven Zeit galt Friedl als ein risikobereiter Draufgänger und „Bruchpilot“.
Nach dem Ende seiner aktiven Karriere 1994 studierte Friedl an der Deutschen Sporthochschule Köln und wurde Trainer. Zunächst war er Stützpunkttrainer von Nordrhein-Westfalen und Trainer des deutschen B-Kaders. Zur Saison 2005/06 wurde er als Nationaltrainer Österreichs berufen. Schon in seiner ersten Saison konnte er mit dem Gewinn der ersten Doppelsitzer-Goldmedaille seit 42 Jahren bei Olympischen Spielen durch das Duo Andreas Linger und Wolfgang Linger einen großen Erfolg verbuchen. Über viele Jahre baute Friedl eine österreichische Mannschaft auf, die spätestens mit den Olympischen Winterspielen 2018 in allen Disziplinen Teil der Weltspitze wurde. Mit dem Olympiasieg von David Gleirscher im Einsitzer der Männer gelang eine vollkommene Überraschung. Mit Madeleine Egle im Einsitzer der Frauen, David Gleirscher, Nico Gleirscher, Wolfgang Kindl und Jonas Müller im Einsitzer der Männer und Thomas Steu sowie Lorenz Koller als Doppelsitzer der Männer formte Friedl – der ab 2018 auch Sportdirektor des Österreichischen Rodelverbandes war – Athleten, die fortan um Weltcupsiege und Weltmeistertitel kämpften. Mit der Silbermedaille von Kindl im Einsitzer der Männer, der Bronzemedaille von Steu/Koller im Doppelsitzer und einer weiteren Silbermedaille von Egle, Kindl und Steu/Koller in der Teamstaffel der Olympischen Winterspiele 2022 war Österreich die zweiterfolgreichste Rodelnation der Wettbewerbe in China.
Nach dem Ende der Saison 2021/22 gab Friedl seinen Posten als Cheftrainer Kunstbahn beim Österreichischen Rodelverband an Christian Eigentler ab und wurde Trainer der Jugend A.

## Erfolge
Weltcupsiege im Einsitzer
| Nr. | Datum         | Ort     | Bahn                                    |
| --- | ------------- | ------- | --------------------------------------- |
| 1.  | 18. Jan. 1987 | Oberhof | Rennrodelbahn Oberhof                   |
| 2.  | 22. Feb. 1987 | Calgary | Calgary’s WinSport Bobsleigh/Luge Track |
| 3.  | 7. Jan. 1990  | Oberhof | Rennrodelbahn Oberhof                   |